# Simon Mondzain
 (juillet 2010).
Si vous disposez d'ouvrages ou d'articles de référence ou si vous connaissez des sites web de qualité traitant du thème abordé ici, merci de compléter l'article en donnant les références utiles à sa vérifiabilité et en les liant à la section « Notes et références ».
Simon Mondzain, né Szamaj Mondszajn ou Szymon Mondszajn  à Lublin (Pologne, alors dans l'Empire russe) le 15 octobre 1888 et mort à Paris le 26 décembre 1979, est un peintre français d'origine polonaise.
Il est le père de Marie-José Mondzain (née en 1942).

## Biographie
Simon Mondzain est né en Pologne, à Lublin. Son père est sellier. Dès son enfance, Mondzain sait qu'il veut être peintre mais se heurte à sa famille. À la suite d'une dispute, Mondzain quitte son père pour intégrer l'École des arts et métiers de Varsovie et trouve des emplois temporaires chez un sellier et un retoucheur de photographies. En 1905, il entre à l'École des beaux-arts de Varsovie grâce au soutien de la famille Dabkowski et travaille dans l’atelier de Kazimierz Stabrowski.
En 1908, il part pour Cracovie, aidé par une association juive. Il entre ensuite à l'Académie impériale des beaux-arts de Cracovie et découvre, avec Théodor Axentowicz et Józef Pankiewicz, la peinture française impressionniste.
À la suite de sa première exposition à Cracovie en 1909, il obtient une bourse et part à Paris.
Il se porte volontaire dans la légion étrangère durant la Première Guerre mondiale.
Membre sociétaire du Salon d'automne en 1920, il obtient la nationalité française en 1923 et devient membre du Salon des Tuileries la même année.
Il s'installe à Alger en 1933 et y reste jusqu'en 1962.